# لوزی‌ماهی کالیفرنیا
لوزی‌ماهی کالیفرنیا (نام علمی: Paralichthys californicus) نام یک گونه از تیره کفشک‌ماهیان دندان‌بزرگ است.